# Rogoźnica (Strzegom)

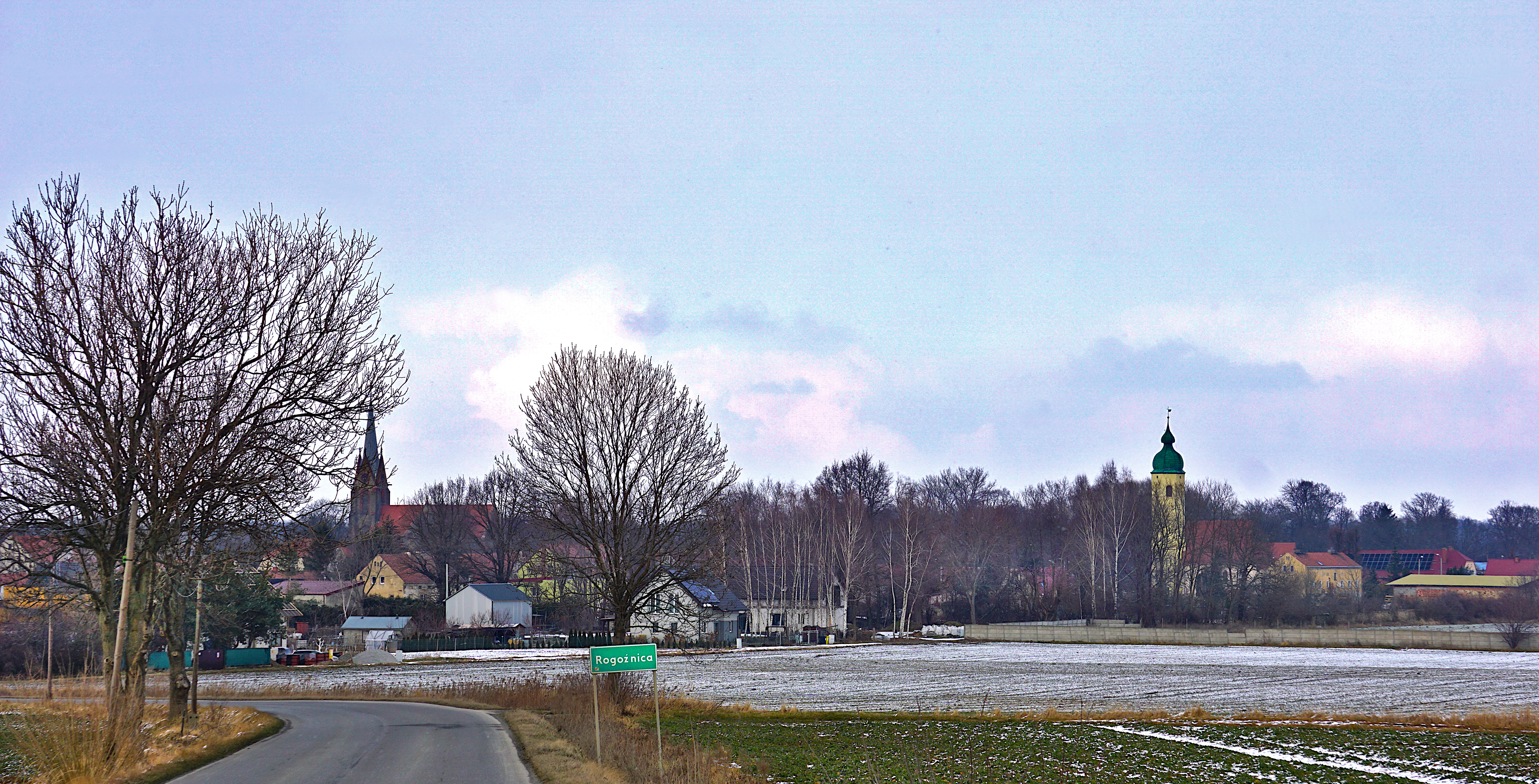
Das Dorf vom Süden aus gesehen

Rogoźnica [rɔgɔˈʑɲiʦa] (deutsch: Groß Rosen, auch Rosen bei Striegau) ist ein Ort in der Stadt- und Landgemeinde Strzegom in der Woiwodschaft Niederschlesien in Polen. Es liegt auf halbem Wege zwischen Strzegom (Striegau) und Jawor (Jauer), jeweils sieben Kilometer von beiden Städten entfernt.

## Geschichte

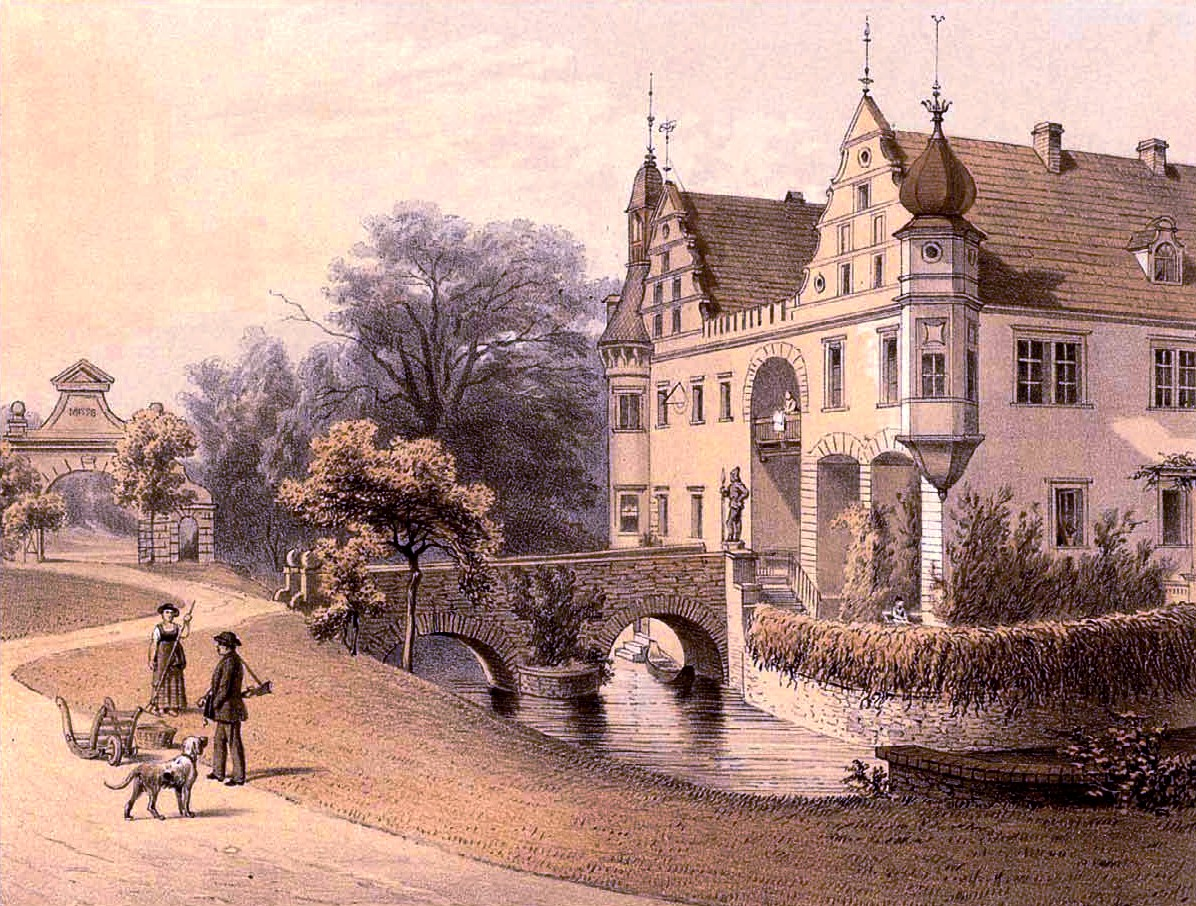
Schloss Klein Rosen auf einer Lithographie aus der Mitte des 19. Jahrhunderts

Die Ersterwähnung erfolgte 1271 als Rogozen. Die damals erwähnte Scholtisei lässt auf die deutschrechtliche Aussetzung des Ortes schließen. Im Register des Nuntius Galhardus von 1335 wird die "ecclesia de Roznow" erstmals erwähnt. In der Reformationszeit wurde die Kirche protestantisch und 1653 den Katholiken zurückgegeben. Eine eigene evangelische Kirche besteht seit 1768. Letztere wurde von 1870 bis 1872 neu erbaut. Groß Rosen gehörte 1618 Konrad von Nimptsch, 1677 Friedrich von Moll, 1742 Baron Samuel von Richthofen, schließlich Baron Karl Ludwig von Richthofen; letzterer verfügte über das Patronatsrecht beider Kirchen von Groß Rosen. Bis 1641 gehörte Johann von Hentschel Klein Rosen, der dort auch starb. Später gelangte dieser Besitz an die gleiche Herrschaft wie Groß Rosen.
Nach dem Ersten Schlesischen Krieg fiel Groß Rosen 1741/42 an Preußen und wurde zunächst in den Kreis Striegau eingegliedert. 1785 zählte Groß Rosen eine evangelische und eine katholische Kirche, zwei Pfarr- und zwei Schulhäuser, zwei Vorwerke, sechs Bauern, einen Häusler, eine Wassermühle, einen Fleischer, einen Kramer, einen Bäcker, eine Brauerei und 207 meist evangelische Einwohner. In Klein Rosen befanden sich ein Vorwerk, elf Gärtner, eine Wassermühle und 55 evangelische Einwohner. Nach der Auflösung des Kreises Striegau wurde die Landgemeinde Groß Rosen 1932 dem Landkreis Schweidnitz zugeschlagen. 
1933 lebten in dem Dorf 1783 Einwohner; 1939 waren es 1852. Hauptsächlichster Erwerb der Bewohner war die Landwirtschaft und der Abbau von Granit. Zur Zeit des Nationalsozialismus errichtete das Deutsche Reich im März 1941 an der Eisenbahnstrecke Jauer–Schweidnitz, in der Nähe des Dorfes, das Konzentrationslager Groß-Rosen mit seinen Außenlagern. Das Lager diente als Nebenlager des Konzentrationslagers Sachsenhausen. Mit der Übernahme 1945 durch sowjetischen Truppen und polnische Administration wurde Groß Rosen in Rogoźnica umbenannt. Die deutschen Einwohner wurden vertrieben und durch Polen ersetzt. Nach 1990 wurden die Granitsteinbrüche von Rogoźnica stillgelegt und wegen ihrer Bedeutung als Zwangsarbeitsstätte der KZ-Häftlinge zu einem Denkmal erklärt.

## Sehenswürdigkeiten

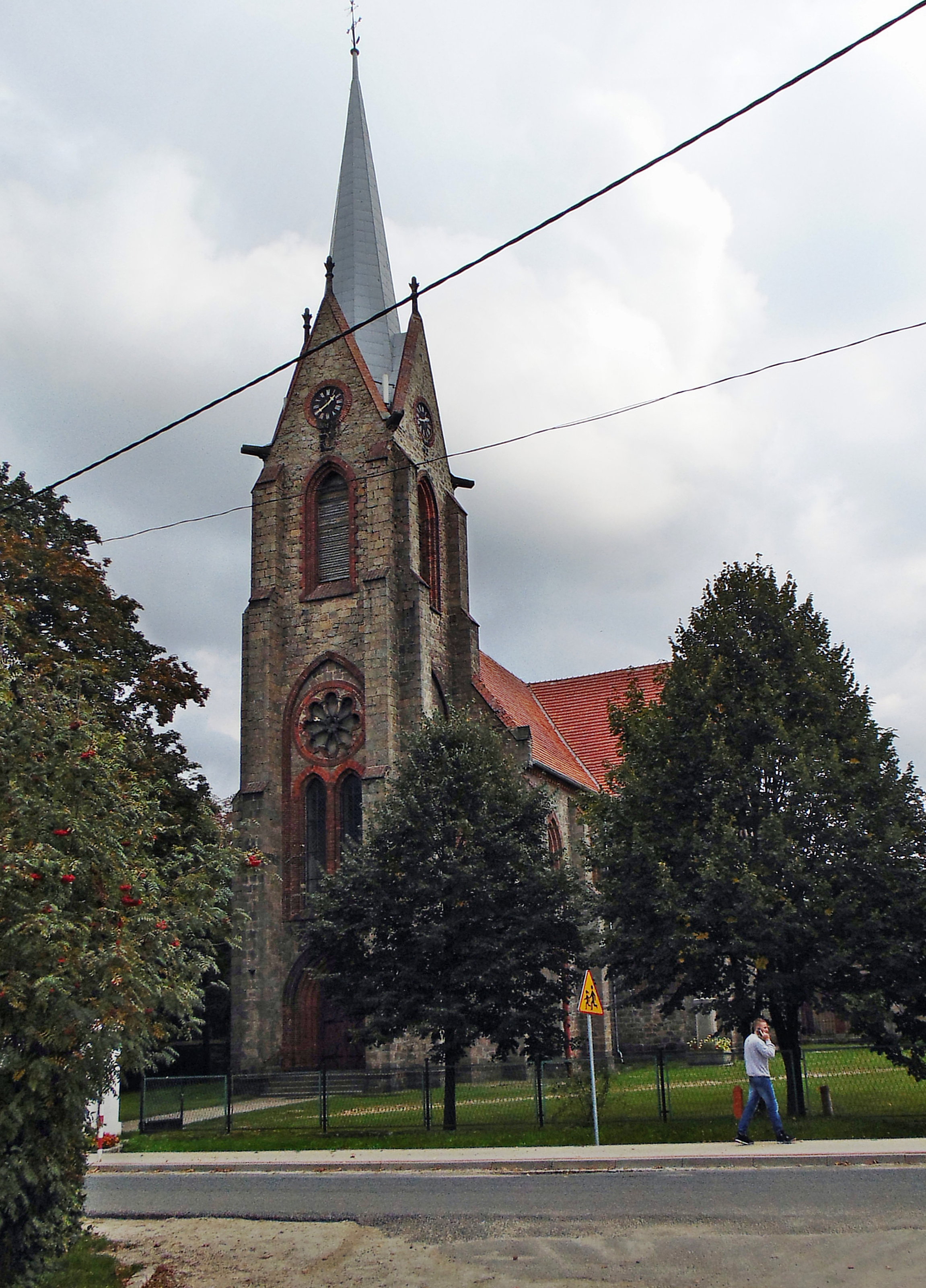
Kirche Unsere Liebe Frau vom Rosenkranz

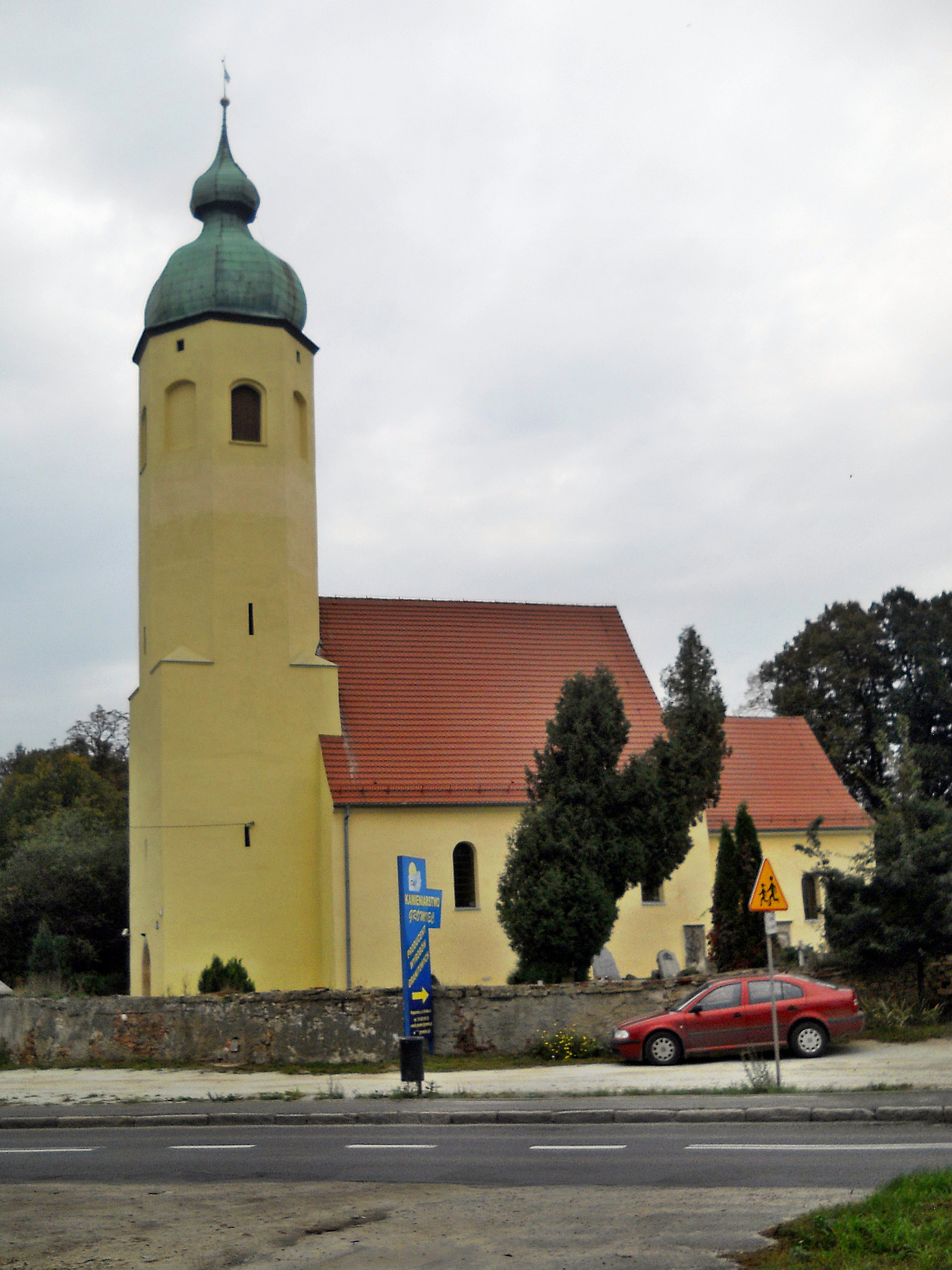
Kirche der hll. Simon und Thaddäus

- Römisch-katholische Kirche der hll. Simon und Thaddäus, aus dem Ende des 15. Jahrhunderts, 1675 umgebaut
- Römisch-katholische Kirche Unsere Liebe Frau vom Rosenkranz, 1870–1872, ursprünglich evangelische Kirche
- Mausoleum der Familie Richthofen, 1860–1870
- Schlosspark Klein Rosen